# Iniciativa de Defensa Estratégica
La Iniciativa de Defensa Estratégica (del inglés: Strategic Defense Initiative, o por sus siglas, SDI) fue una propuesta para la construcción de un sistema de defensa antimisiles con armas espaciales destinado a proteger a Estados Unidos de un ataque nuclear con armas nucleares estratégicas (misiles balísticos intercontinentales y misiles balísticos lanzados desde submarinos). El plan se hizo público por primera vez el 23 de marzo de 1983 por el presidente Ronald Reagan, y un crítico vocal partidario de la doctrina de la destrucción mutua asegurada describió el proyecto como un "pacto suicida", e instó a los científicos y a los ingenieros norteamericanos a que desarrollaran un sistema que hiciera obsoletas las armas nucleares.
Reagan se expresó enérgicamente en contra de la Destrucción Mutua Asegurada, y la Iniciativa de Defensa Estratégica fue una parte importante de esta política de defensa que pretendía acabar con la misma como estrategia de disuasión nuclear, así como iniciativa estratégica para neutralizar los componentes militares de las defensas nucleares soviéticas.
La ambiciosa iniciativa fue enseguida criticada por ser poco realista, incluso acientífica, así como por amenazar la desestabilidad de la Destrucción Mutua Asegurada y reactivar una "carrera de armamentos ofensivos". La Iniciativa de Defensa Estratégica fue criticada, en gran parte en los principales medios de comunicación, que le dieron el nombre de Star Wars, después de haberse emitido en 1977 la popular película La guerra de las galaxias, dirigida por George Lucas. En 1987, la American Physical Society llegó a la conclusión de que un escudo antimisiles mundial tal como "Star Wars" no sólo era meramente imposible con la actual tecnología existente, sino que se necesitarían al menos diez años más de investigación para saber si podría alguna vez llegar a ser factible.
No obstante, actualmente Estados Unidos posee una ventaja significativa en el campo de los sistemas avanzados de misiles de defensa integrales, a través de los años de extensas pruebas e investigación. Muchos de los conocimientos tecnológicos obtenidos fueron transferidos a subsecuentes programas y encontrarían uso y aplicación en proyectos posteriores. 
Bajo la administración del Presidente Bill Clinton en 1993, su nombre fue cambiado por Organización de Defensa de Misiles Balísticos (BMDO) y su labor de investigación pasó a ocuparse de la defensa nacional de misiles a la defensa táctica de misiles; y su ámbito de actuación de lo global a una cobertura más regional. Nunca ha sido realmente desarrollado o implementado, aunque ciertos aspectos de las tecnologías y de la investigación de la Iniciativa de Defensa Estratégica allanaron el camino para algunos sistemas de misiles antibalísticos de hoy en día. La Organización de Defensa de Misiles Balísticos (BMDO) pasó a llamarse en 2002 como Agencia de Defensa de Misiles (MDA).
Bajo la Oficina Innovadora de Ciencias y Tecnología de la Organización de la Iniciativa de Defensa Estratégica, encabezada por el físico e ingeniero James Ionson, la inversión se realizó principalmente en investigaciones básicas y en laboratorios nacionales, universidades, y en la industria; estos programas han seguido siendo las principales fuentes de financiación para científicos de investigación vanguardistas en los campos de la física de alta energía, supercomputación y computación, materiales avanzados, y muchas otras disciplinas científicas y de ingeniería críticas; financiación que indirectamente apoya otros trabajos de investigación por científicos de alto nivel, y que fue políticamente más viable financiarlo dentro del entorno presupuestario de defensa.

## Proyectos de defensa estratégica antimisiles previos a la IDE
La IDE no fue la primera iniciativa estadounidense en el área de la defensa contra misiles balísticos intercontinentales. En la década de 1960, el Proyecto Sentinel fue creado y desarrollado con el fin de proveer una limitada capacidad defensiva, pero no fue nunca desplegado. La tecnología del Proyecto Sentinel fue posteriormente reutilizada por el Proyecto Safeguard, que sería desplegado brevemente para defender una localización singular de los Estados Unidos. Durante los años 70 la Unión Soviética desplegó un sistema antimisiles, todavía operativo en la actualidad, y que defiende tanto Moscú como los silos de misiles instalados en sus cercanías.
La IDE fue una idea completamente novedosa en comparación con los intentos previos por parte tanto de Estados Unidos como de la Unión Soviética. Contemplaba el uso del espacio como base de operaciones en contra del uso de lanzadores de origen únicamente terrestre. También aspiraba al ambicioso objetivo de conseguir una defensa casi total contra un ataque masivo de sofisticados ICBMs, en contra de la limitada capacidad defensiva y cobertura geográfica de los sistemas anteriores.

## Ímpetus iniciales
En el otoño de 1979, y a propuesta de Ronald Reagan, el teniente general Daniel o. Graham dio forma a un concepto al que denomino la Alta Frontera, concepto de estrategia defensiva utilizando armas basadas tanto en tierra como en el espacio que era teóricamente posible dados las últimas tecnologías emergentes. Estaba diseñado para reemplazar la doctrina de Destrucción Mutua Asegurada, doctrina que Reagan y sus consejeros consideraban como un pacto suicida.
El objetivo inicial de la Iniciativa de Defensa Estratégica fue un láser de Rayos X activado por explosiones atómicas que había sido diseñado por un científico del Laboratorio Nacional de Lawrence Livermore, Peter Hagelstein, quien había trabajado para el denominado Grupo O, grupo que estuvo activo principalmente entre finales de los 70 e inicios de los 80. El Grupo O estaba dirigido por el físico Lowell Wood, protegido y amigo de Edward Teller, "el padre de la bomba de hidrógeno".
Ronald Reagan fue informado de la innovación de Hagelstein por medio de Teller en 1983, lo que llevaría al discurso Reagan del 23 de marzo del mismo año conocido como el discurso de la Guerra de las Galaxias. En el, Reagan dijo: Hago un llamamiento a la comunidad científica que nos proporcionó el armamento nuclear para que enfoquen su gran talento hacia la causa de la Humanidad y de la Paz Mundial; para que nos proporcionen los medios de hacer de esas armas nucleares algo impotente y obsoleto . Este discurso, junto al discurso del Imperio del Mal del 8 de marzo de 1983 en Florida, marco el inicio de la última fase de la Guerra fría, llevando el equilibrio nuclear con la Unión Soviética a su punto más álgido antes del colapso de la misma Unión Soviética una década después.
La parte del concepto con base en el espacio iba a utilizar un láser para derribar los misiles balísticos intercontinentales (ICBM) soviéticos armados con cabezas nucleares dirigidos contra a Estados Unidos. EL físico galardonado con el Premio Nobel, Hans Bethe, se trasladó a Livermore en febrero de 1983 para una presentación de dos días sobre el láser de Rayos X. "Pese a resultar impresionado por esta novedad tecnológica, Bethe abandono el lugar muy escéptico acerca de la posibilidad de que pudiera ofrecer algo a la defensa nacional".

## Proyecto y propuestas

Reagan pronunciando su discurso del 23 de marzo de 1983 con el que anunciaría el inicio de la IDE.

En 1984 se funda la Organización para la Iniciativa de Defensa Estratégica (SDIO en inglés) con el fin de supervisar el programa, el cual estaba dirigido por el teniente general General James Alan Abrahamson, de la USAF, antiguo director del programa del Transbordador Espacial de la NASA. La investigación y el desarrollo iniciado por la SDIO creó significativos avances tecnológicos en las áreas de sistemas informáticos, miniaturización de componentes, sensores y sistemas de misiles los cuales conforman la base de los sistemas actuales.
Inicialmente el programa se enfocó hacia sistemas de gran tamaño diseñados para eliminar un ataque total soviético de carácter ofensivo. Con la reducción de la amenaza durante la vida del programa, este fue cambiando hacia sistema menores, diseñados para eliminar lanzamientos limitados o accidentales.
En 1987 la SDIO desarrolló un concepto de defensa nacional de misiles llamado Arquitectura de Sistema de Defensa Estratégica Fase I. Este concepto consistía en sensores y armas con base en tierra y en el espacio, así como un sistema centralizado de gestión de batalla. Los sistemas actualmente operativos con base terrestre tienen sus raíces en este concepto. 
En el Discurso sobre el estado de la unión de 1991, George H. W. Bush modificó el enfoque del IDE de un sistema defensivo contra ataques masivos a América del Norte hacia un sistema de defensa antimisiles de teatro llamado Protección Global Contra un Ataque Limitado (Global Protection Against Limited Strikes o GPALS en inglés).
En 1993 la administración Clinton volvió a modificar el enfoque del interceptor basado en tierra y de los sistemas de teatro de operaciones transformándolo en la Organización para la Defensa contra Misiles Balísticos (BMDO), clausurando así la SDIO. La defensa contra misiles balísticos ha sido recuperada por la Administración Bush hijo como la Defensa Nacional Antimisiles y como Defensa con base terrestre de Curso Medio.

## Programas con base terrestre

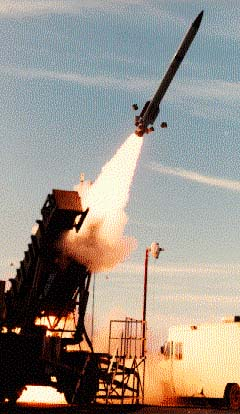
Interceptor de Alcance Ampliado (ERINT en inglés) lanzado desde el polígono de White Sands.

### Interceptores de Alcance Ampliado (ERINT)
El programa ERINT formaba parte del Programa para la Defensa Antimisil de Teatro y era una extensión del Experimento Guiado Ágil Ligero y Flexible (Flexible Lightweight Agile Guided Experiment o FLAGE en inglés), que incluía el desarrollo de tecnología de destrucción por impacto y demostrar la precisión de un vehículo de pequeño tamaño, ágil y con guía terminal por radar.
FLAGE logró un impacto directo contra un misil MGM-52 Lance en vuelo, en el Polígono de Misiles de White Sands en 1987. ERINT fue un prototipo de misil similar al FLAGE, pero que usaba un nuevo cohete de combustible sólido que le permitía volar más rápido y alto que el FLAGE.
Bajo el BMDO, el ERINT sería posteriormente seleccionado como misil Patriot de Capacidades Avanzadas (PAC-3).

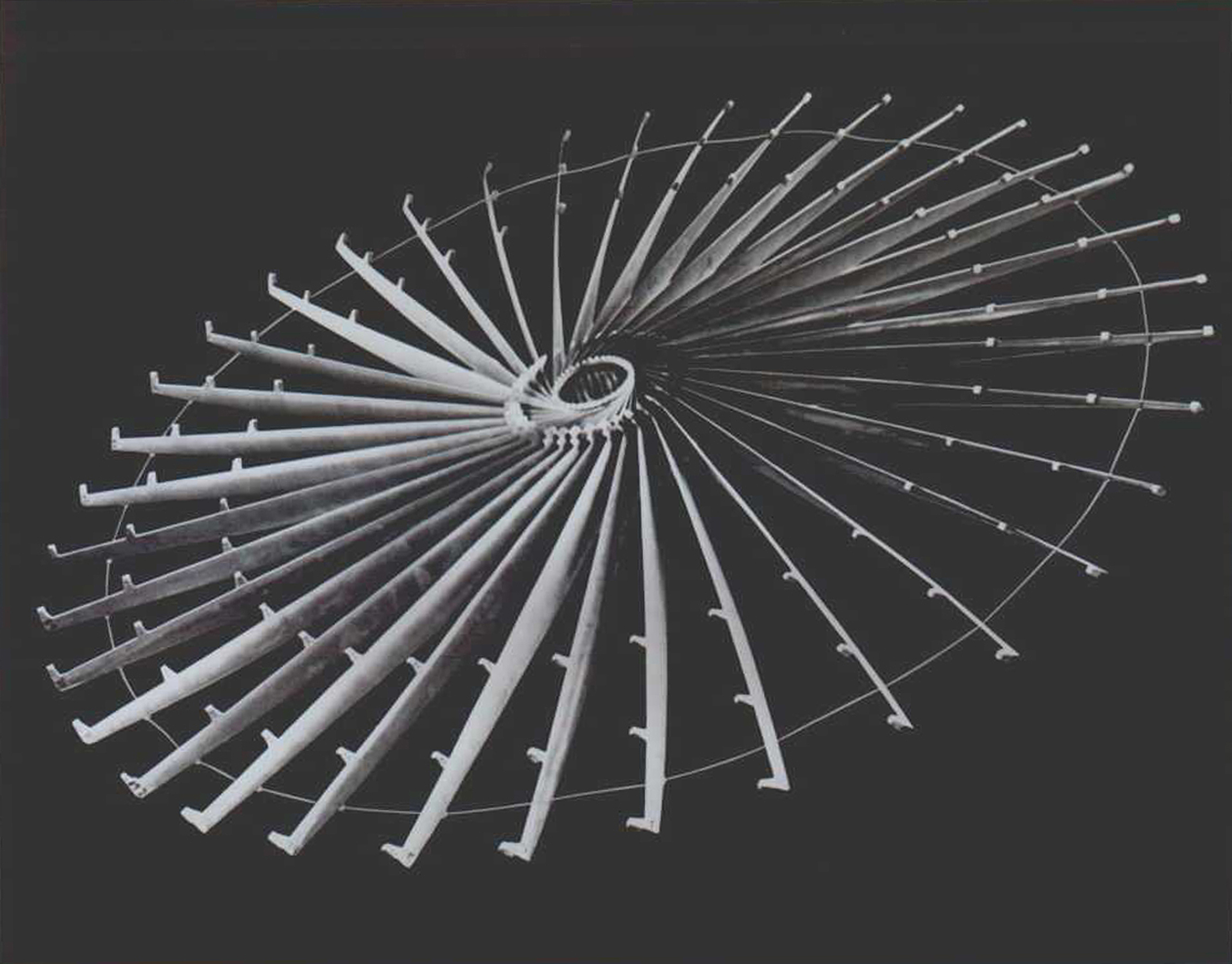
Red de cuatro metros de diámetro desplegada por el Experimento de guía Terminal (HOE).

### Experimento de guía Terminal (HOE)
Fue la primera prueba del sistema realizada por el Ejército que empleaba destrucción por impacto. Se realizaron cuatro pruebas de lanzamiento entre 1983 y 1984 sobre el polígono de tiro de misiles del archipiélago de las Kwajalein. Las tres primeras pruebas fallaron por problemas en el sistema de guía y los sensores, pero la cuarta tuvo éxito. Esta tecnología fue más tarde utilizada por la SDIO y ampliada en el Programa del Sistema de Interceptación de Vehículos en Reentrada Exoatmosférica (Sistema de Interceptación de Vehículos en Reentrada Exoatmosférica o ERIS en inglés).

### Sistema de Interceptación de Vehículos en Reentrada Exoatmosférica (ERIS)
En 1955 Lockheed inició el desarrollo de una parte de los interceptores basados en tierra del IDE. No menos de dos pruebas se realizaron a principios de los años 90. Este sistema nunca fue desplegado, pero su tecnología se usaría en el Sistema de Defensa de Teatro de Gran Altitud (Theater High Altitude Area Defense o THAAD en inglés) y del interceptor basado en tierra desplegado actualmente como parte del sistema de Defensa de Medio Curso Basado en Tierra o GMD en inglés.

## Programas de Arma de Energía Dirigida

### Láser de rayos X
Un objetivo inicial del proyecto fue la creación de una cortina de láser de Rayos-X generados por explosiones nucleares. Tal cortina debería desplegarse por una serie de misiles lanzados desde submarinos durante los críticos segundos posteriores a un ataque soviético, y posteriormente por cabezas nucleares montadas en satélites. En teoría, la energía generada por la detonación de la cabeza de combate produciría una serie de pulsaciones láser 
desde el misil o el satélite generando una barrera impenetrable para las cabezas de combate en reentrada. El 26 de marzo de 1983 se produjo la primera prueba de la teoría, el Evento Cabra (Cabra Event en inglés), realizado en un complejo subterráneo de Nevada, el cual ofreció lecturas tan marginales que se encontraban dentro de los parámetros de error del detector empleado. Ya que la fuente de energía era una explosión nuclear, el detector fue destruido durante el experimento, por lo que los resultados no pudieron confirmarse. Los críticos suelen citar el sistema de láser por Rayos-X como uno de los principales puntales de IDE, por lo que su aparente fallo se convirtió en uno de los principales argumentos para oponerse a la Iniciativa. De todas formas el láser de Rayos-X nunca fue más que uno de los múltiples sistemas investigados para una defensa contra los misiles balísticos
Pese al aparente fallo del Evento Cabra, el legado a largo plazo del Láser de Rayos-X fue el conocimiento que se consiguió durante su investigación. A citar entre los numerosos beneficios indirectos se encuentran el Laboratorio Láser de Rayos-X para imaginaria biológica y la creación de hologramas tridimensionales de organismos vivos, la creación de materiales avanzados como el SEAgel y el aerogel, el centro EBIT o Trampa de Iones mediante corriente de electrones para investigación en el campo de la física, y técnicas avanzadas para la detección precoz del cáncer de mama.

### Láser químico
A principios de 1985 la Fuerza aérea de Estados Unidos probó un láser de fluorido de deuterio, conocido como Láser Químico Avanzado Semi-Infrarrojo (o MIRACL en inglés). El acontecimiento tuvo lugar en el Polígono de Misiles de White Sands, en el desierto de Nuevo México y fue subvencionado por la IDE. Durante una simulación, el láser alcanzó a destruir un lanzador de misiles Titán y sucesivamente fue utilizado contra blancos aéreos dirigidos que simulaban misiles de crucero de la Marina de EE. UU. Tras la terminación de la IDE, el MIRACL fue probado con resultados controvertidos contra un satélite anticuado de las Fuerzas aéreas con el objetivo de identificar un posible uso como arma antisatélite. La misma tecnología también se ha empleado en el desarrollo del Láser táctico de alta energía (o THEL en inglés), el cual está siendo examinado contra proyectiles de artillería.

### Rayo de Partículas Neutras
En julio de 1989 el programa de Experimentos de rayos a bordo de cohetes, o BEAR en inglés, lanzó un cohete cargado con un acelerador de Rayo de Partículas Neutras (NPB). El experimento logró demostrar que el rayo de partículas podía operar y propagarse de acuerdo a las predicciones fuera de la atmósfera y que no existían efectos colaterales inesperados cuando se iniciaba el rayo en el espacio. Tras la recuperación del cohete, el rayo de partículas era todavía operativo. De acuerdo con el BMDO, la investigación sobre aceleradores de rayos de partículas neutras, fundados originalmente por la IDE, podría ser empleado para reducir la actividad de los residuos nucleares mediante el uso de una tecnología de transmutación generada por el acelerador.

### Experimentos con láser y espejos
El Experimento de Seguimiento de Alta Precisión, o HPTE fue probado con éxito el 21 de junio de 1985 cuando un láser de baja potencia basado en Hawái consiguió apuntar y recibir de vuelta el láser reflejado en el espejo del HPTE, puesto en órbita por la Lanzadora Espacial Discovery en su misión STS-51-G.
El Experimento de Espejo Repetidor o RME, lanzado en febrero de 1990, demostró las tecnologías básicas del sistema IDE de armas de energía directa usando un sistema de espejos repetidores basados en el espacio. El experimento validó las teorías de estabilización, seguimiento y dirección y probó que un láser podía ser dirigido desde tierra a un espejo de 60 cm en un satélite en órbita y regresar a otra estación terrestre con un alto nivel de precisión y por extensos periodos de tiempo.
El satélite experimental de Compensación atmosférica de Baja energía o LACE en inglés, construido por el United States Naval Research Laboratory (NRL) para la exploración de las distorsiones atmosféricas de los láseres y la compensación adaptable de tal distorsión fue lanzado en el mismo cohete que el RME. El satélite LACE también incluía otros experimentos para el desarrollo y mejora de sensores del IDE, que incluían un sistema de discriminador de puntería que usaba radiación de fondo y el seguimiento de misiles balísticos mediante fotografía ultravioleta de sus gases de escape (UVPI). El LACE también fue utilizado para evaluar sistemas ópticos adaptables basados en tierra, técnica utilizada hoy por hoy en los telescopios civiles para eliminar las distorsiones atmosféricas.

## Programas con base espacial

### Interceptor Espacial (SBI)
Estaba prevista la instalación de interceptores localizados en módulos orbitales. Tests de vuelo fueron completados con éxito en 1988 y se demostró la integración de los sistemas de sensores y de propulsión en el prototipo de SBI. también se pudo comprobar la capacidad del sistema de búsqueda para cambiar el objetivo de los gases calientes de escape del cohete al mismo cohete, una primicia para buscadores de infrarrojos en armas antimisil balístico. Las últimas pruebas de vuelo tuvieron lugar en 1992 usando componentes miniaturizados similares a los que iban a ser empleados en el interceptor operacional. Estos prototipos evolucionarían en el Programa Guijarros Brillantes.

### Guijarros Brillantes
Los Guijarros Brillantes fueron un sistema no nuclear para defender y basado en satélites, del tamaño de una sandía. de minimisiles diseñados para emplear una cabeza de combate de energía cinética de alta velocidad. Estaba diseñado para operar en unión con el sistema de sensores Ojos Brillantes y hubiera sido capaz de detectar y destruir misiles sin un sistema de guía externo. El proyecto fue concebido en noviembre de 1986.
John H. Nuckolls, director del Laboratorio Nacional de Lawrence Livermore entre 1988 y 1994, describió el sistema como "'La piedra de toque de la Iniciativa de Defensa estratégica'". Las tecnologías desarrolladas para la IDE se utilizaron en numerosos proyectos posteriores. Por ejemplo, los sensores y cámaras desarrollados para Guijarros Brillantes fueron incorporados en la Misión Clementine y las tecnologías de la IDE tendrán participación en los futuros desarrollos de la defensa antimisiles.
Pese a ser reconocido como uno de los sistemas más eficaces de la IDE, el programa Guijarros Brillantes fue cancelado en 1994 por el BMDO. Aun así, está siendo evaluado su posible uso futuro en el MDA.

## Críticas
Se ha postulado que una falta de empatía por ambas partes pudo llevar a malentendidos sobre la iniciativa de defensa estratégica, en concreto a que la Unión Soviética temiera del uso ofensivo de lo que allí se denominaron «armas de ataque desde el espacio», mientras que Estados Unidos no comprendiera este temor. La diferencia de escala entre las armas nucleares y el nuevo tipo de ataques que podrían ser posibles sobre objetivos terrestres pudo complicar las negociaciones de desarme nuclear: se pudo temer, por ejemplo, que un rayo de microondas destruyese los circuitos de todo Moscú; un ataque devastador pero que difícilmente justificaría el uso en respuesta de armas nucleares.